# 経済商科準備級
経済商科準備級（けいざいしょうかじゅんびきゅう、Classes préparatoires économiques et commerciales）は、三つあるグランゼコール準備級の一つ。進学先は高等商業学校、高等師範学校（パリ＝サクレ、レンヌ）、統計学校、保険数理学校など。

## 設置年
- 1920年 - リセ・カルノー（lycée Carnot）
- 1944年 - リセ・ミシュレ（lycée Michelet）
- 1956年 - リセ・フェデールブ（lycée Faidherbe）
- 1977年 - IPÉSUP（Institut privé de préparation aux études supérieures）
- 1986年 - リセ・サン＝ルイ・ド・ゴンザギュー（Lycée Saint-Louis de Gonzague）
- 1989年 - リセ・サン＝ジャン・ド・パッシー（Lycée Saint-Jean de Passy）
- 1989年 - アンスティテュシオン・サン＝ジャン・ド・ドゥエー（Institution Saint-Jean de Douai）
- 1991年 - リセ・サン＝ルイ（Lycée Saint-Louis）